# Allie Moss
Allie Moss (* in New Jersey) ist eine US-amerikanische Sängerin und Gitarristin.

## Leben
Als sie wegen einer Verletzung mit 16 Jahren keinen Sport ausüben konnte, begann sie Gitarre spielen zu lernen. So entdeckte sie ihre Leidenschaft für die Musik und daraus entstand eine Musikkarriere. Zuerst war sie Gitarristin und Backgroundsängerin für ihre Freundin Ingrid Michaelson, bevor sie 2009 mit der Veröffentlichung der EP Passerby ihren eigenen Weg ging.
Im Jahr darauf wurde ihr Song Corner in England in einem Werbespot von BT verwendet und stieg daraufhin in die UK-Charts ein.

## Diskografie
- Passerby (EP, 2009)
- Dig with Me (2010)
- Melancholy Astronautic Man (2010)
- Corner (2010)